# Linea di Benrath

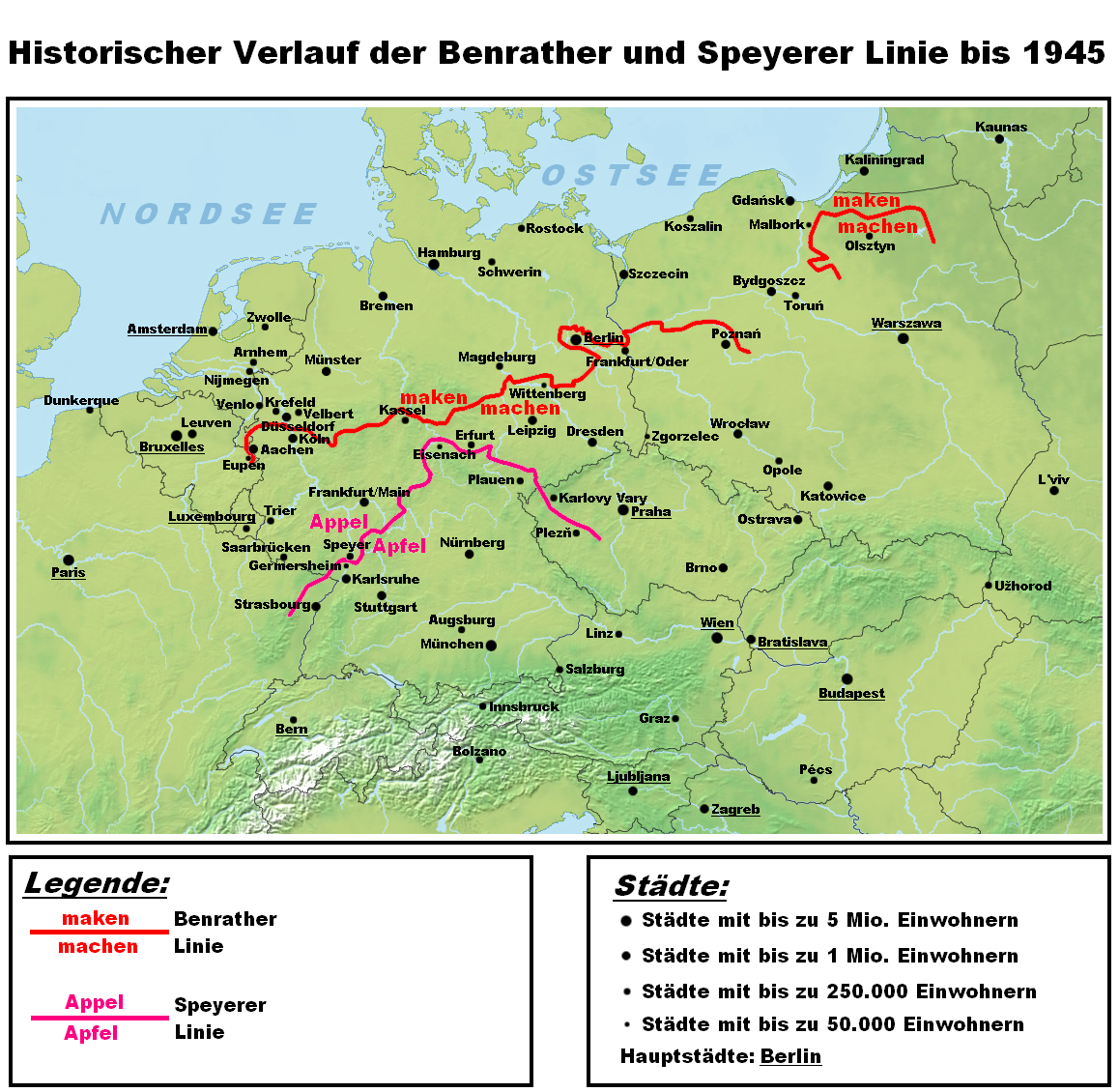
Benrather (maken/machen) e Speyerer Linie (Appel/Apfel), le isoglosse principali del germanico continentale occidentale

Con il termine linea di Benrath si indica il confine linguistico tra diversi gruppi dialettali (basso tedesco e basso francone) e l'area linguistica della Germania meridionale e centrale. L'ipotetica linea corre da est a ovest attraverso l'intera Germania, da Aquisgrana a Benrath (quartiere di Düsseldorf), dove taglia il Reno, passando per Olpe, Kassel, Nordhausen, Aschersleben e Dessau fino a Berlino e Francoforte sull'Oder. La linea assume il nome del summenzionato punto d'intersezione con il Reno.

Nel corso della seconda rotazione consonantica delle lingue germaniche (intorno al 500 d.C.), che non coinvolse l'area della Germania settentrionale, la divisione dalle lingue germaniche orientali si attestò lungo questa linea. I gruppi linguistici a sud della linea di Benrath si evolsero nell'alto tedesco - mentre le altre lingue germaniche occidentali mutarono poco (inglese, basso francone (olandese), basso tedesco e frisone).

La linea di Benrath viene chiamata anche linea maken-machen - per via della rotazione consonantica il basso tedesco maken (fare) ha come esito in  alto tedesco machen. Essa fa parte a ovest del ventaglio renano.
Un'ulteriore isoglossa della Germania settentrionale, nello Schleswig-Holstein, prende il nome del fiume Eider. Il confine sud dell'area linguistica della Germania centrale viene chiamato linea del Meno.